# Planet Alpha
Planet Alpha — инди-игра в жанре приключенческого платформера, разработанная независимой студией Planet Alpha ApS. Её выход состоялся 4 сентября 2018 года на платформы Windows, Mac OS, PlayStation 4 и Nintendo Switch. Игрок управляет астронавтом, оказавшимся на неизвестной планете, населённой флорой и фауной. Он должен изучать окружающий вокруг себя мир и скрываться от враждебных роботов.
Planet Alpha изначально разрабатывалась, как мобильная игра, а её создатель Адриан Лазар вдохновлялся игрой Another World, а также закатом в скандинавии, сделав в итоге изменение времени суток в Planet Alpha функциональной частью игрового процесса. В рамках программы Unreal Dev Grant, представители Unreal Engine избрали Planet Alpha лучшим инди-проектом на данном движке и в качестве награды вручили денежные средства для того, чтобы Адриан Лазар сформировал студию с полным рабочим днём. В итоге игра уже разрабатывалась для компьютеров и игровых приставок.
Оценки игры можно охарактеризовать в целом, как смешанные. По версии агрегатора Metacritic средняя оценка Planet Alpha варьируется от 63 до 76 баллов из 100 возможных в зависимости от платформы. Оценки для Nintendo Switch в целом более положительные. Критики похвалили Planet Alpha за её визуальную эстетику, красивый инопланетный мир и оригинальную механику смены суток. Часть рецензентов назвали игровой процесс повторяющимся, небрежно сделанным и недостаточно сложным.

## Игровой процесс
Planet Alpha начинается с того, что игрок должен управлять астронавтом на безымянной экзопланете, он путешествует по планете, наблюдая за её природными ландшафтами и инопланетной флорой и фауной. Вначале игровой процесс ограничивается тем, что герой должен бежать и преодолевать препятствия, перепрыгивая их, передвигая камни, или балансируя на них, совершая точные прыжки и карабкаясь по лианам.
Главная особенность игровой механики заключается в возможности манипулировать временем суток. Время от времени персонаж сталкивается алтарями, оставленными неизвестной разумной цивилизацией, где он может влиять на ориентацию миниатюрной солнечной системы, отматывая назад ход времени, или ускоряя его, чтобы опускать или поднимать определённые конструкции, а также выращивать высокую траву для укрытия от врагов, или грибы, которые можно использовать как платформы. Сама конструкция солнечной системы является головоломкой. Многие растения существуют только в одно время суток, например заросли растут только днём, в то время, как ночные растения дают персонажу ускорение, без которого невозможно перепрыгивать пропасти. Представители мегафауны в целом безобидны, однако могут раздавить героя при опасном приближении.
По мере прохождения, персонаж сталкивается с первой опасностью в виде роботов, норовящих убить главного героя, от которых можно прятаться в высокой траве. Иногда от противников не укрыться и их требуется перехитрить, используя окружающее пространство. Время от времени игрок будет сталкиваться с боссом — огромным роботом с длинными щупальцами, от которого необходимо убегать, или использовать окружающую среду для борьбы, например столкновение с летающими конструкциями через манипуляцию временем.
Время от времени герой встречает особые порталы в карманные измерения, внутри которых располагаются летающие конструкции с почти нулевой гравитацией. Игрок должен перепрыгивать данные платформы, постоянно меняющие своё положение.

## Разработка
Разработкой игры на начальных этапах занимался независимый дизайнер Адриан Лазар, который работал над проектом в одиночку начиная с 2013 года в течение двух лет. Planet Alpha начиналась, как маленький индивидуальный проект. При этом сам Лазар не имел образования программиста, объясняя это ограниченными ресурсами и поиском альтернативных методов разработки игры. Через два года работы, дизайнер понял, что его проект получился слишком амбициозным для одного человека. Так, Лазар сформировал вокруг себя команду уз трёх человек и четырёх фрилансеров.
Идея добавить механику манипуляцией временем появилась ещё на ранней стадии разработки, когда Лазар искал способ, чтобы игра выделилась на фоне остальных проектов, при этом данная механика должна была стать неотъемлемой частью мира, а не просто «трюком». Ещё несколькими годами раннее, дизайнер совершал поездку в Скандинавию и там был очарован длинными сумерками, когда можно были наблюдать закат солнца и небо, рассеивающееся яркими оттенками. Данный процесс дизайнер хотел воспроизвести в игре, создав дневной и ночной цикл и уже через пару месяцев придя к идее сделать данную механику частью игрового процесса. На базе дневного цикла создавался уже остальной игровой процесс, в частности меняющаяся окружающая среда в зависимости от дня или ночи, во время которых растят определённые растения или плоды, дающие определённые преимущества в прохождении, например дневная высокая трава, позволяющая прятаться от врагов. Работая над инопланетным миром, команда вдохновлялась игрой Another World, в которую дизайнер играл несколько лет назад на iPad, заметив, что несмотря на свой возраст, игра отлично передаёт атмосферу изолированности в чужом мире. Хотя в процессе разработки игровой процесс несколько раз переделывался, идея окружающего инопланетного мира оставалась неизменной. Например в раннем прототипе герой имел оружие и мог сражаться с врагами, затем геймплей был переработан так, чтобы персонаж должен был прятаться и использовать окружение в свою пользу.
В рамках программы Unreal Dev Grant, представители Unreal Engine избрали Planet Alpha лучшим инди-проектом на движке Unreal и в качестве награды вручили денежные средства для того, чтобы Адриан Лазар сформировал студию с полным рабочим днём. В итоге, после 2015 года, дизайнер смог увеличить свою команду до семи человек, а также организовал демонстрацию прототипа Indie Prize Singapore, где получил три награды в категориях «Лучшее представление», «Самая многообещающая игра в разработке» и «Лучшее игровое искусство». В 2015 году игра называлась Planet Alpha 31 и больше была похожа классический платформер с псевдодвухмерной перспективой.

### Музыка
Музыкальное сопровождение к игре написал нидерландский музыкант Сиддхартха Барнхорн, который ставил перед собой цель создать саундтрек, чтобы он слышался одновременно пугающе и интересно, для правильной передачи музыкальной атмосферы. При этом композитор решил обратиться к жанру «классической» научно-фантастической музыки второй половины XX века. Барнхорн присоединился к проекту в начале 2016 года и записывал первые мелодии с использованием старого синтезатора SX1000. Композитору понравилась идея создавать вручную музыку и он позже купил Korg MS-10 1978 года выпуска и модульный синтезатор, с помощью которого также создавал звуковые эффекты. При этом из-за того, что игровой процесс в процессе разработке претерпевал значительные изменения, Барнхорну приходилось несколько раз переписывать мелодии. 4 сентября 2018 года состоялся выпуск альбома, где собраны все мелодии к Planet Alpha, в тим числе которые не вошли в финальную версию.

## Критика
| Сводный рейтинг    | Сводный рейтинг                                            |
| Агрегатор          | Оценка                                                     |
| ------------------ | ---------------------------------------------------------- |
| Metacritic         | 72/100 (ПК) 63/100 (PS4) 72/100 (Xbox One) 76/100 (Switch) |
| Иноязычные издания |                                                            |
| Издание            | Оценка                                                     |
| Nintendo Life      | B+                                                         |
| Vandal             | 8,5/10                                                     |
| DarkStation        | [ 14 ]                                                     |
| Switch Player      | [ 15 ]                                                     |
| Metro GameCentral  | 4/10                                                       |

Оценки игры можно охарактеризовать в целом, как смешанные. По версии агрегатора Metacritic средняя оценка Planet Alpha варьируется от 63 до 76 баллов из 100 возможных в зависимости от платформы. Оценки для Nintendo Switch в целом более положительные.
Часть критиков оставили положительные оценки об игре. Например представитель сайта PlayStation LifeStyle оставил 90 баллов из 100 возможных, заметив, что в Planet Alpha нет филлеров, плохих головоломок, разрушающих игру глюков или излишнее погружение в повествовательную составляющую, это просто блестящий платформер. Критик сайта COGconnected заметил, что в целом его крайне впечатлила игра, особенно её графика, визуальные, звуковые эффекты и сам игровой процесс. Planet Alpha отлично подойдёт тем, кто хочет весело провести время и кто любит напрягать свой ум для преодоления препятствий. Критик сайта TheXboxHub признался, что Planet Alpha — один из самых удивительных платформеров, с которым он столкнулся, который затянет игрока с самого начала и до конца, особенно когда игрок полностью освоит механику солнечного цикла. Представитель сайта Nintendojo заметил, что игрокам будет сложно найти более уникальный и динамичный платформер в интернет-магазине, а также, что создателям игры удалось обратиться к старой школе видео-игр, например Metroid, в то время, как остальные игры терпят неудачу в данном поприще. Критик сайта XGN увидел в игровом процессе явное сходство с такими играми, как Limbo и Inside в плане того, как игра «бросает» игрока незнакомый мир без какого либо контекста. Тем не менее Planet Alpha удаётся сохранить свою отличную атмосферу и уделять внимание мелким деталям.
Другая часть критиков оставили смешанные оценки игре. Например рецензент сайта DakrStation заметил, что с одной стороны игра привлекает свое визуальной эстетикой, тем не менее игровые уровни изобилуют повторяемыми препятствиями, «дешёвыми смертями», невыносимой физикой некоторых уровней, связанной с пониженной гравитацией. Игрок вынужден идти на частные пробы и ошибки, а также преодолевать узкие коридоры — всё это сильно утомляет в игре. Критик заметил, что ему бы понравилось больше, если Planet Alpha была бы короткометражным мультфильмом. Аналогичное мнение выразила редакция Metro GameCentral, заметив, что подобный образец научной фантастики гораздо интереснее смотреть, чем в него играть. Критик сайта Push Square также заметил, что данная инди-игра несомненно потрясающая благодаря своим интересным головоломкам и суточной динамики, однако её главное упущение — вопиющая предсказуемость истории. Представитель сайта GameSpot счёл представленные головоломки в игре слишком простыми. На низкую сложность также указал представитель FNintendo, заметив также, что это можно рассматривать и как преимущество, так как игра подойдёт более широкому кругу игроков.